# Schloss Fürstenstein

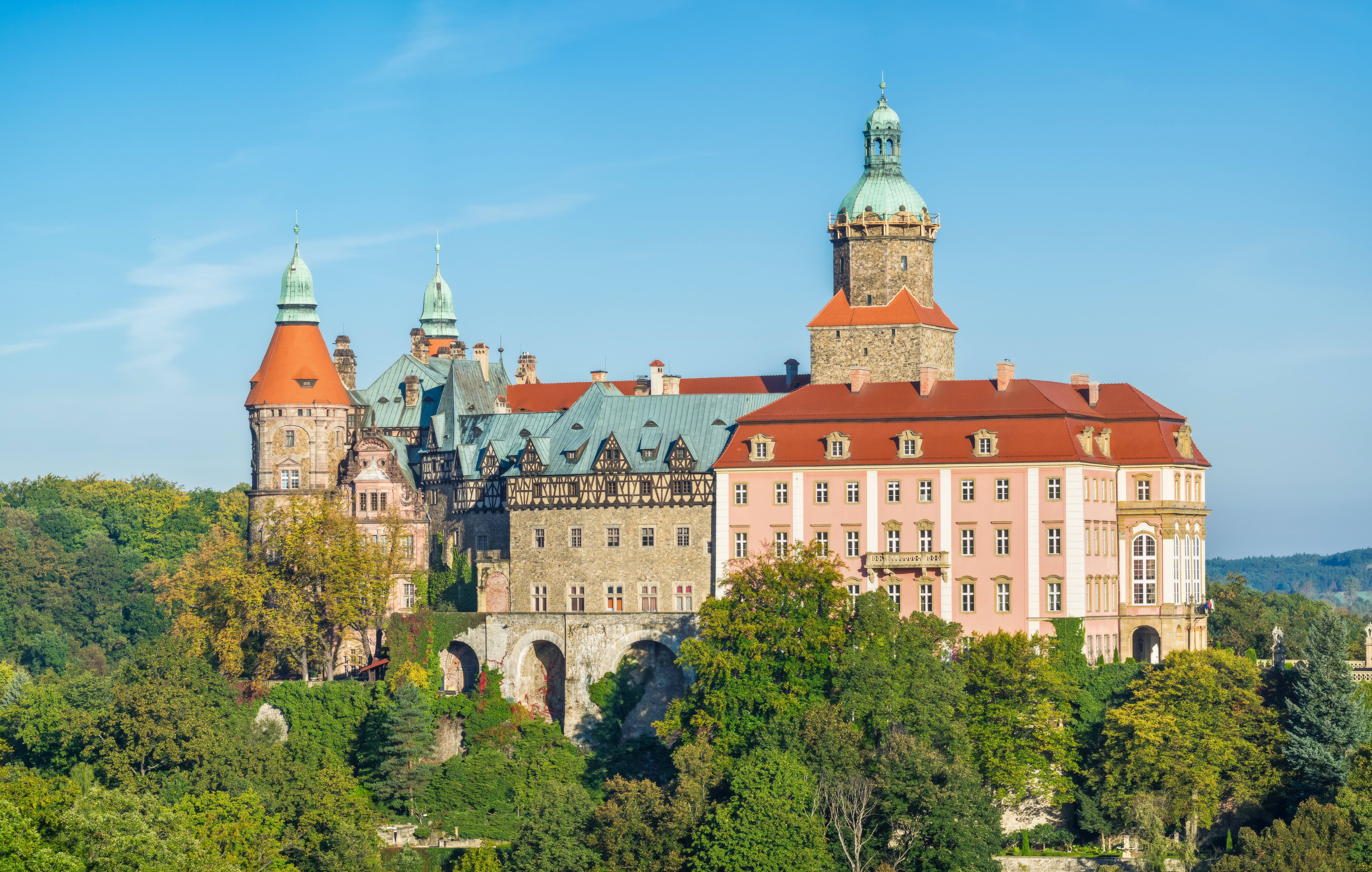
Schloss Fürstenstein von Süden

Schloss Fürstenstein (auch Burg Fürstenstein; polnisch Zamek Książ; schlesisch Schlooß Ferschtensteen) ist das größte Schloss Schlesiens. Es liegt am nördlichen Stadtrand von Wałbrzych (deutsch Waldenburg) im Stadtteil Książ (Fürstenstein) in der Woiwodschaft Niederschlesien in Polen.

## Geographie

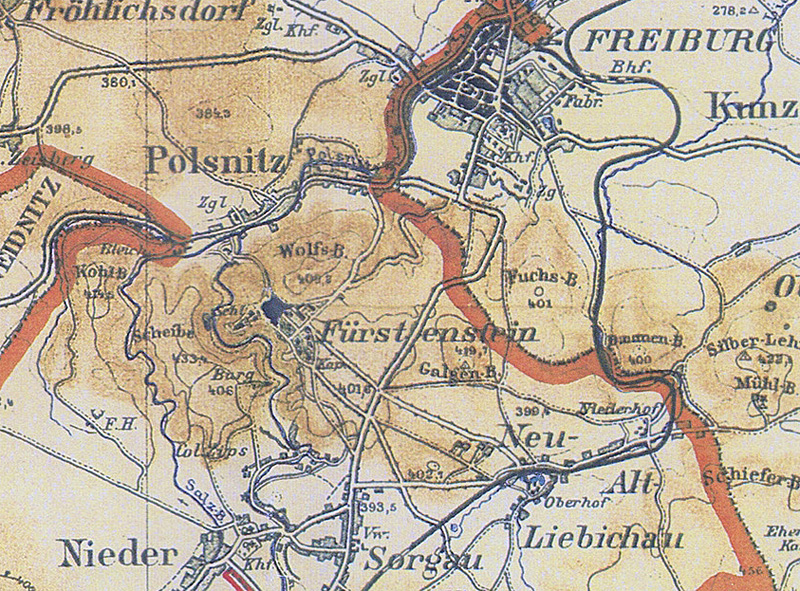
Schloss Fürstenstein auf einer Karte von 1900

Schloss Fürstenstein liegt im Waldenburger Bergland auf dem Fürstenberg, der im Süden, Westen und Nordwesten von einer tiefen Schlucht der Polsnitz umgeben ist. Nachbarorte sind Świebodzice (Freiburg in Schlesien) im Nordosten, Mokrzeszów (Kunzendorf) im Osten, Szczawienko (Niedersalzbrunn) im Süden, Szczawno-Zdrój (Bad Salzbrunn) im Südwesten, Stare Bogaczowice (Altreichenau) im Westen sowie Chwaliszów (Quolsdorf) und Cieszów (Fröhlichsdorf) im Nordwesten.

## Geschichte

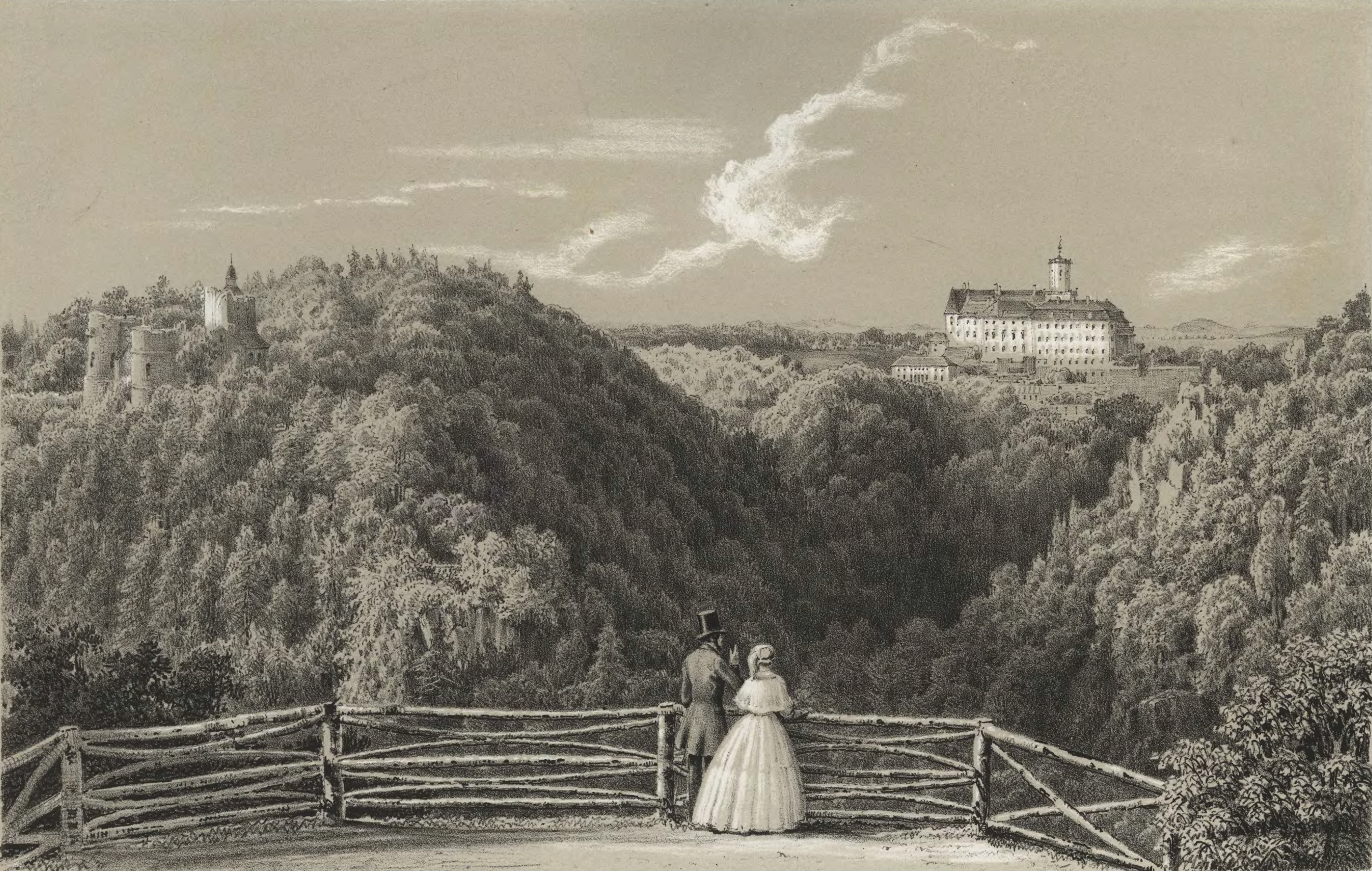
Lithographie des Schlosses aus der Mitte des 19. Jahrhunderts

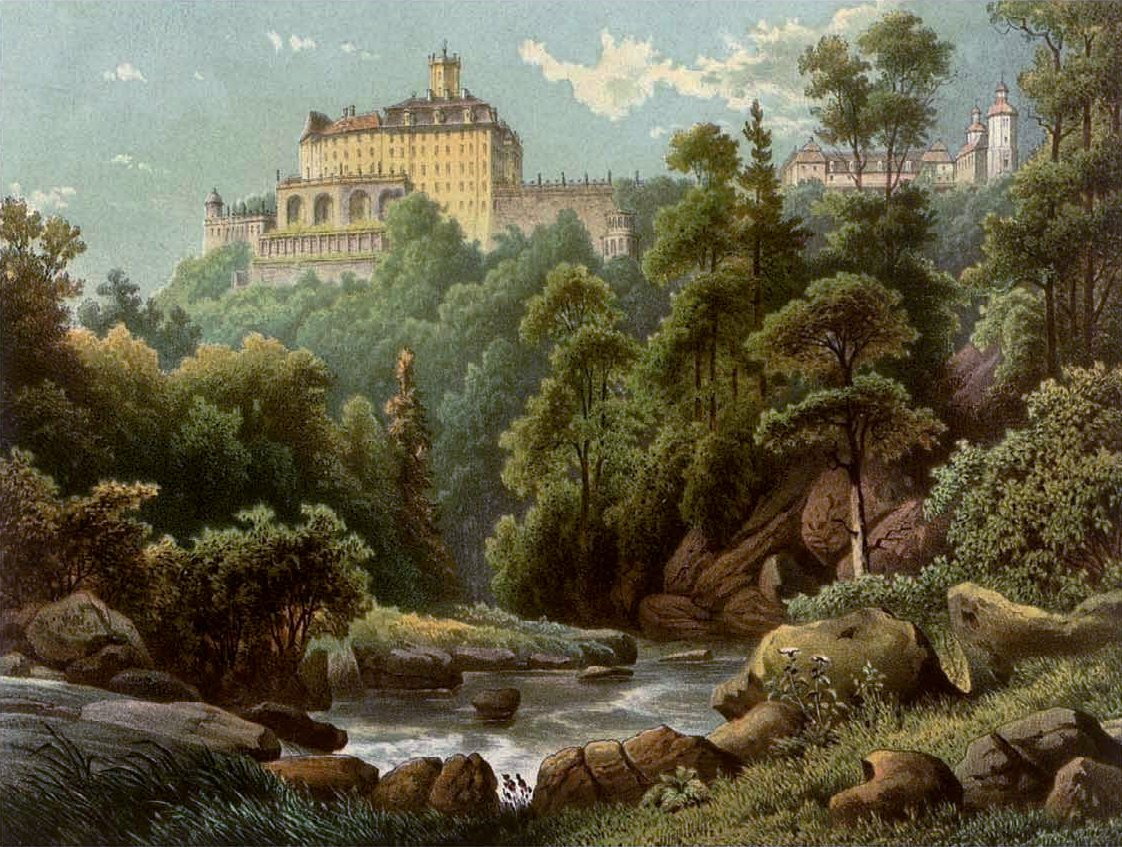
Schloss Fürstenstein um 1865/66, Sammlung Alexander Duncker

Vermutlich weil die bei Freiburg (Świebodzice) gelegene Burg „Vriburg“, die auch als „Nuburg“ bezeichnet wurde, den Anforderungen einer Schutzburg nicht mehr entsprach, errichtete der Schweidnitzer Herzog Bolko I. Ende des 13. Jahrhunderts die höher gelegene Burg Fürstenstein. Nachfolgend ergänzte er seinen Titel Herzog von Schlesien um den Zusatz Herr von Fürstenberg. Die Burg, die auch in der Schreibweise „Wistenberch“, „Vorstinberech“, „Vorstinburg“ und „Fürstenberg“ überliefert ist, wurde Stammsitz der Herzöge von Schweidnitz und diente mit weiteren benachbarten Burgen der Grenzsicherung gegenüber Böhmen. Zum Burgbezirk gehörten Salzbrunn, Polsnitz, Zirlau und die Stadt Freiburg.
Bis 1355 saß Kekelon (Keklo, Kekel) von Czirn  auf Schloss Fürstenstein.
Der letzte Besitzer aus dem Schweidnitzer Zweig der Schlesischen Piasten war Bolko II., der 1368 ohne Nachkommen starb. Da die rechtmäßige Erbin, Bolkos Nichte, die böhmische Königin Anna von Schweidnitz bereits 1362 verstorben war, wurde deren 1361 geborener Sohn, der spätere König Wenzel Erbe. Allerdings erhielt Bolkos Witwe Agnes von Habsburg einen lebenslangen Nießbrauch. Deshalb konnte Wenzel, der seit 1363 König von Böhmen und seit 1376 Römisch-deutscher König war, sein Erbherzogtum Schweidnitz-Jauer erst nach dem Tod der Herzogin Agnes 1392 unmittelbar unter die Krone Böhmen stellen.
Trotz des Nießbrauchs über das Herzogtum hatte Agnes von Habsburg den Fürstenstein noch zu Lebzeiten veräußert. 1386 war er jedenfalls im Besitz der Ilse Parchwitz, die ihn dem Landeshauptmann Benesch von Choustnik (Beneš z Chousníka, † 1410) verkaufte. 1401 war die Burg Fürstenstein im Besitz des Jan von Chotěmice. 1428–1429 wurde die Burg von den Hussiten eingenommen und besetzt. Ab 1430 besaß Jan von Chotěmice den Fürstenstein gemeinsam mit seinem Schwiegersohn Hermann d. J. von Czettritz (Heřman c Cetryc) auf Schwarzwaldau. Von dessen Sohn Hans wurde er vom böhmischen König Georg von Podiebrad erworben, der die Verwaltung seinem Heerführer Birka von Nassiedel (Bírka z Násile) übertrug, dem 1466 Hans von Schellendorf folgte. Nachdem während der böhmisch-ungarischen Auseinandersetzungen um die Thronfolge in Böhmen der ungarische König Matthias Corvinus u. a. die Vorherrschaft über Schlesien erlangt hatte, eroberte dessen Heerführer Georg von Stein, der von den Schweidnitzer Bürgern unterstützt wurde, den Fürstenstein. Als Landeshauptmann des Erbfürstentums Schweidnitz-Jauer residierte er auf dem Fürstenstein, wobei er 1484 Friedrich von Hoberg als Burghauptmann einsetzte.
Zusammen mit der Freudenburg und dem Hornschloss ging der Fürstenstein 1497 als Pfandbesitz an den böhmischen Kanzler Johann von Schellenberg über. Von 1503 bis 1509 gehörte die Burg den Herren von Haugwitz.
1509 wurde Burg Fürstenstein von Konrad I. von Hoberg als Pfandbesitz erworben. Der neue Besitzer entstammte einem in Schlesien ansässigen Geschlecht, das sich später Hohberg und ab 1740 Hochberg nannte. 1605 wurden der Fürstenstein sowie die Freudenburg und das Hornschloss erblicher Besitz des Adelsgeschlechtes von Hochberg, das 1650 zu Freiherren, 1666 zu Grafen und 1683 zu Reichsgrafen erhoben wurde. Bedeutendster Vertreter war Hans Heinrich XI., Fürst von Pleß und Reichsgraf von Hochberg. Dieser wurde als Mitglied des preußischen Oberhauses und kaiserlicher Oberjagdmeister 1905 von Kaiser Wilhelm II. „gefürstet“ und galt privat als historisch und heraldisch interessiert. Erbe wurde ab 1907 Hans Heinrich XV. Fürst von Pless. Während des Ersten Weltkriegs war er zeitweise in Pleß Gastgeber des kaiserlichen Hauptquartiers.
Das Schloss ist Geburtsort des deutschen Publizisten Theodor Opitz (1820–1896). Der aus dem nicht allzu fernen Liegnitz stammende Komponist Benjamin Bilse (1816–1902) gastierte in dem Anwesen öfters mit seinem Orchester. Sein Tongemälde in Form eines Walzers „Die Fürstensteiner“ op. 28 schildert in der für einen Konzertwalzer ungewöhnlich opulenten Einleitung das Schloss in seiner majestätischen Wirkung hoch über der Waldlandschaft des Eulengebirges.

### Das Schloss im Zweiten Weltkrieg und Teil des „Komplexes Riese“

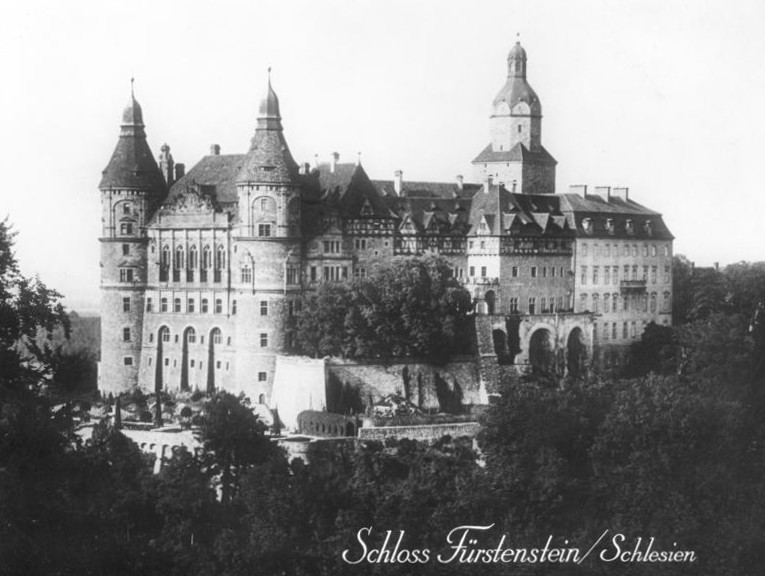
Schloss Fürstenstein um 1920

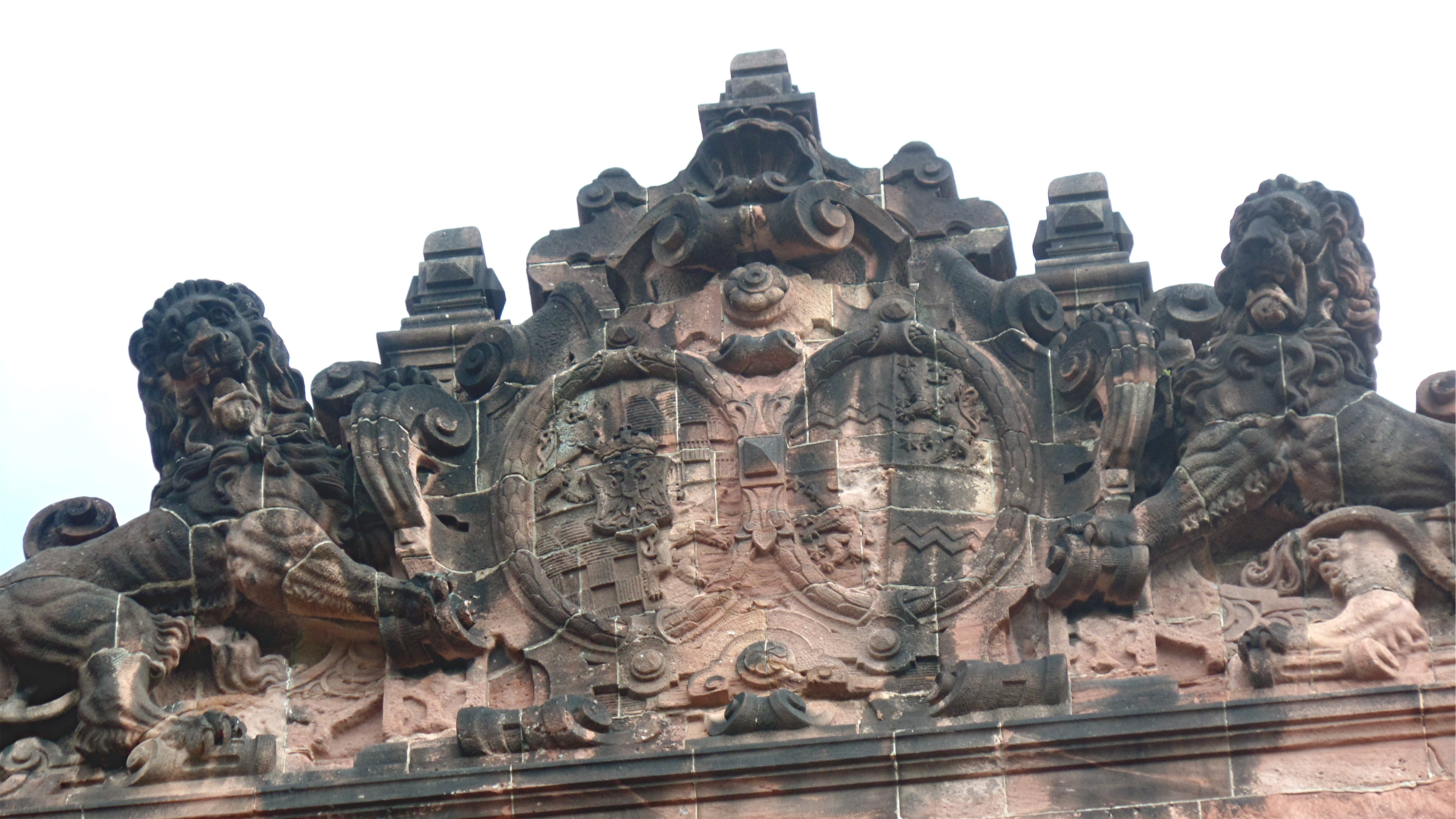
Wappen als Attika an der Westfassade

Die Hochbergs nutzten das Hauptschloss ab 1928 nicht mehr, sondern nur die beiden Kavaliershäuser. 1937 sind die umfangreichen Besitzungen zufolge des letztmals amtlich publizierten Güter-Adressbuchs Schlesien noch im Eigentum derer von Hochberg. 1943 erfolgte eine Beschlagnahme durch den NS-Staat, der 1944 die Eigentumsübertragung an die Organisation Todt erzwang. Es liegt nahe, dass 1943 die Beschlagnahme wegen Landesverrates erfolgte, denn nach der Familienüberlieferung der Hochbergs war Hans Heinrich XVII., 4. Fürst von Pleß  (1900–1984), bereits 1932 nach Großbritannien übergesiedelt, hatte dort später die britische Staatsangehörigkeit erhalten und im Zivilschutz Dienst verrichtet, während sein Bruder Graf Alexander Hochberg sich der polnischen Armee anschloss. Zudem hatte die SS größtes Interesse am Schloss, um hier das Kellersystem im Rahmen des „Projektes Riese“ als Lager-, Aufenthalts- und Führungsort höherer Führungsstäbe auszubauen.
1941/42 definierte der damalige schlesische Denkmalpfleger Günther Grundmann auf Anforderung der NS-Dienststellen die denkmalpflegerischen Ansprüche an die bevorstehende Umnutzung. Im Wesentlichen verlangte er daraufhin die Erhaltung des Maximiliansaales sowie des Roten und des Blauen Salons sowie die Erhaltung der äußeren Erscheinung, wobei er selbst dies nur aus dem Gedächtnis aufführte – ein eigener Besuch und eine genaue Festlegung vor Ort sei ihm nach eigenem Bekunden in diesen Schreiben nicht möglich gewesen. Die Kopien seines Schriftwechsels mit den NS-Dienststellen sind im Schloss zu besichtigen.
Zwischenzeitlich diente das Schloss 1941 als Auslagerungsstätte wertvoller Bestände der Staatsbibliothek zu Berlin, unter anderem die Nachlässe Alexander von Humboldts.
Im Ergebnis entstand hier nach Plänen des Architekten Hermann Giesler ein zentraler Punkt des Komplexes Riese mit weiteren Standorten im Eulengebirge. Im Schloss Fürstenstein gingen in der Folge wertvolle bauliche Inneneinrichtungsteile und Architekturzeugnisse für immer verloren: Unter anderem wurde die Innenarchitektur des „Krummen Saales“ komplett vernichtet, vom spätbarocken „Konradsaal“ blieben lediglich Reste, der „Ballsaal“ wurde als Hauptquartier genutzt und dadurch ebenfalls komplett vernichtet, er ist bis heute nur ein Torso.
Das Gangsystem mit einer Gesamtlänge von etwa 2 km unterhalb des Schlosses, das unter größter Geheimhaltung durch KZ-Häftlinge des KZ Groß-Rosen (Außenlager Riese, „AL Riese“) errichtet wurde, sollte dem Aufenthalt höherer und höchster Wehrmacht- und SS-Führer und als deren Kommandozentrale dienen. Vor dem Schloss wurde ein 50 Meter tiefer Schacht gegraben, in dem ein Aufzug eingerichtet werden sollte. Eine Schmalspurbahn, die die Tunnel mit einem Abzweig der Bahnlinie bei Liebichau (heute: Lubiechów) verband, wurde nach dem Krieg abgebrochen. Für die Arbeiten wurden anfänglich italienische Militärinternierte eingesetzt, später Häftlinge des „AL Riese“, die in der Nähe des Schlosses untergebracht waren. Insgesamt wurden bei diesem Projekt etwa 3000 Zwangsarbeiter und Häftlinge eingesetzt.
Das System ist im Rahmen von Führungen zugänglich, soweit es nicht vom Geophysikalischen Institut der Polnischen Akademie der Wissenschaften genutzt wird, dem es zum Teil als Standort für Gravimetrie-Messgeräte dient. Auf den Standort des „AL Riese“ weist an den noch heute sichtbaren Überresten eine Gedenktafel im Park des Schlosses hin.

### Nachkriegszeit und Gegenwart

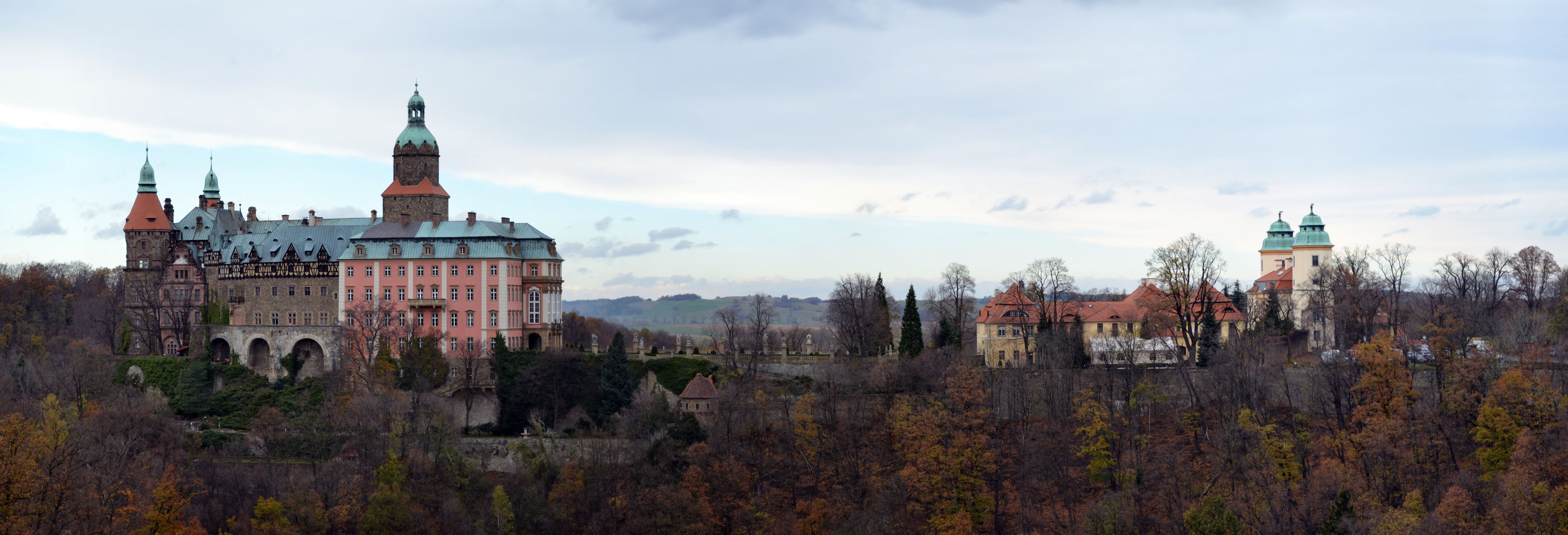
Panorama der Gesamtanlage

Nach dem Zweiten Weltkrieg wurde das Schloss von sowjetischen Truppen besetzt und vor allem die Inneneinrichtung und das Mobiliar geplündert. Von 1946 bis 1948 war es Sitz der Direktion für Kohleindustrie, dann gehörte es dem Verband für Arbeitsgenossenschaften und seit 1971 Sitz des Kreiszentrums für Sport, Touristik und Erholung in Wałbrzych (Waldenburg). Von 1986 bis 1990 war es Sitz des wojewodschaftlichen Kultur- und Kunstzentrums »Zamek Książ« und ist seit dem 1. Juni 1990 als eigenständige GmbH Eigentum der Stadt Wałbrzych. Der gesamte Schlosskomplex einschließlich der Terrassen, der Wirtschaftsgebäude und des Gestütes ist heute öffentlich zugängig, wobei die nicht oder nur teilweise rekonstruierten Räume verschiedenste Nutzungen (Galerien, Wechselausstellungen, Restaurants, Souvenirstände) erhalten haben. Jährlich kommen rund 500.000 Besucher.
Am 10. Dezember 2014 gegen 14 Uhr brach an der Ostseite des Schloss-Dachbodens ein Feuer aus. An den Löscharbeiten, die mehrere Stunden dauerten, nahmen 30 Feuerwehr-Mannschaften aus der Woiwodschaft Niederschlesien teil. Das Feuer zerstörte mehrere hundert Quadratmeter Dach und einen Teil des Dachbodens.

## Architektur

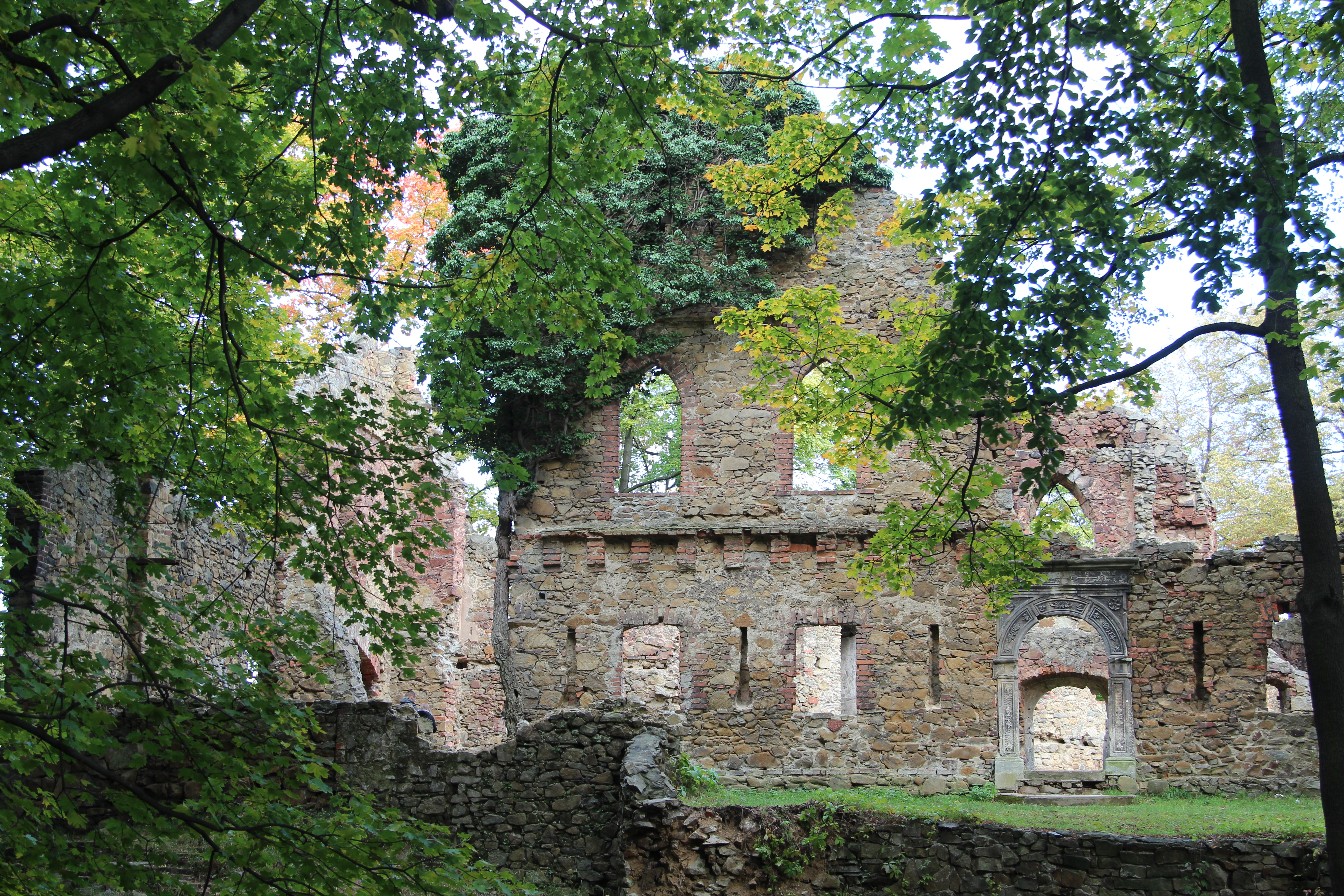
Alt-Fürstenstein

Der Ursprung war die in der zweiten Hälfte des 14. Jahrhunderts errichtete Oberburg mit unregelmäßigen Grundriss und dem damals 30 m hohen Bergfried. Davorliegend gibt es noch die Niederburg mit spätgotischen Bauten, wie dem so genannten Matthäus-Trakt (Matthias-Flügel).
In der zweiten Hälfte des 16. Jahrhunderts begann die Umgestaltung der Burg im Renaissancestil. Der eigentliche Burgcharakter ging dadurch verloren und musste mehr und mehr repräsentativen Stilelementen weichen. Die im Dreißigjährigen Krieg entstandenen Schäden wurden in den Jahren 1671–1688 beseitigt und teilweise wurden einige Burgteile, wie der Südflügel, im Stile des italienischen Barock von Antonio Domenico Rossi umgebaut. Eine weitere Umgestaltung erfolgte von 1718 bis 1734 und die Burg wurde mehr und mehr Barockresidenz des Adelsgeschlechtes von Hochberg. So entstanden ein fünfgeschossiger Wohnbau in der Südseite und ein viergeschossiger Bau in der Ostseite. In der zweiten Hälfte des 18. Jahrhunderts wurde die Vorburg umgestaltet und durch den Schweidnitzer Baumeister Felix Anton Hammerschmidt das zweitürmige Torhaus errichtet und die Schlossbrücke mit Statuen aus der griechischen Mythologie geschmückt. Ab 1861 bis 1914 entstand durch Friedrich Hitzig der monumentale Westflügel mit dem Weißen Turm und dem Georgturm und auch die Nordseite wurde im Neorenaissancestil umgestaltet. Der Hauptturm erhielt bis 1923 abschließend seine heutige Gestalt.

## Inneneinrichtung

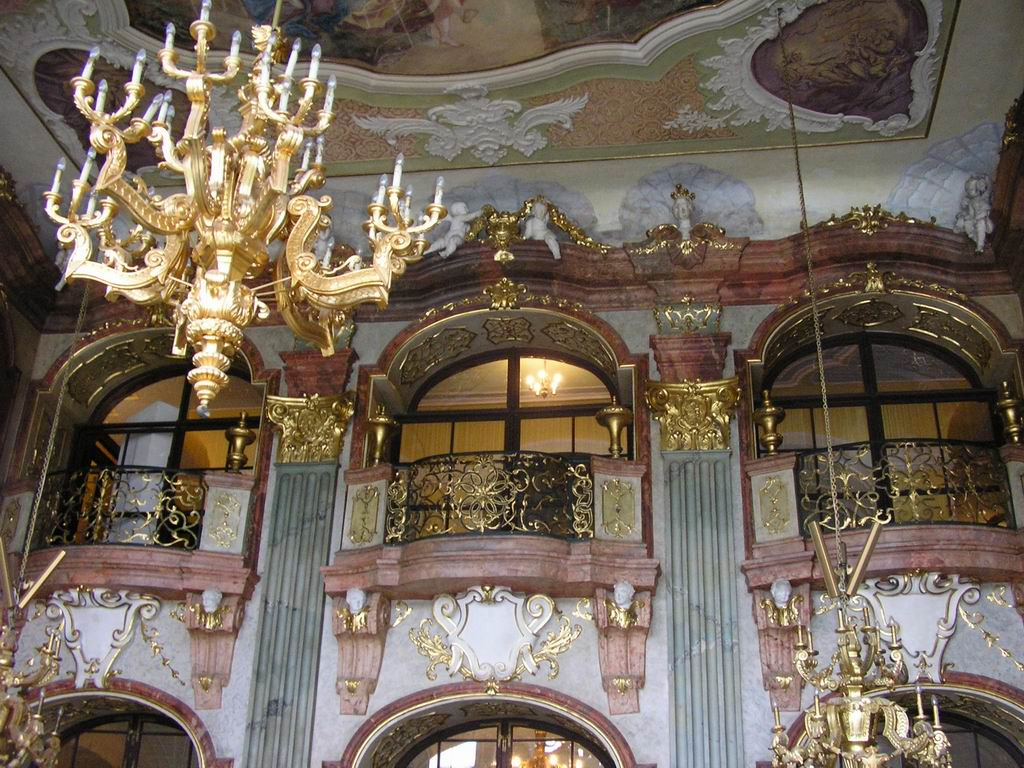
Die Goldbalkone im Maximiliansaal

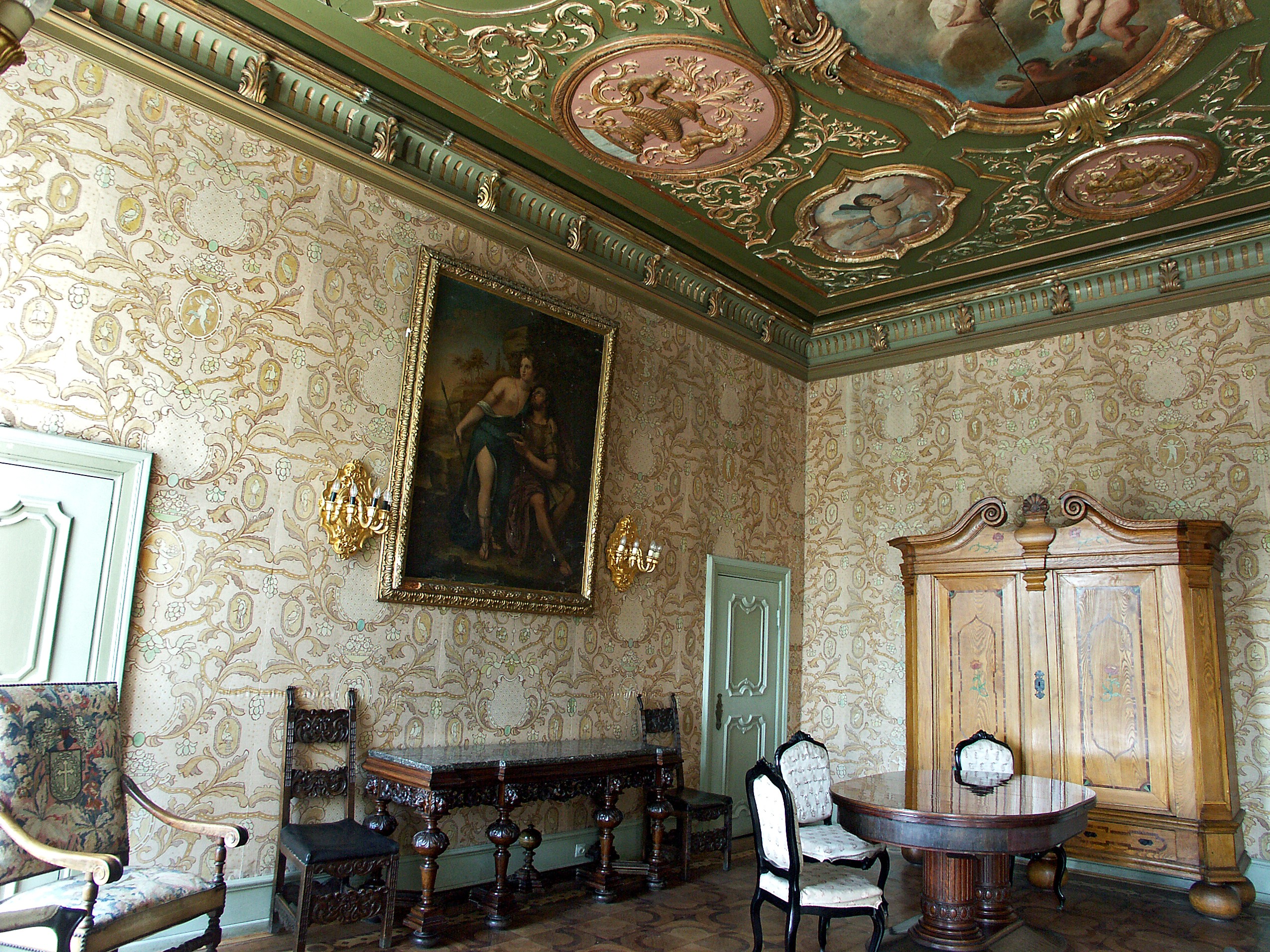
Barocksaal im heutigen Zustand nach Entfernung des spätbarocken Kamins 1943, ursprünglich in Bildmitte

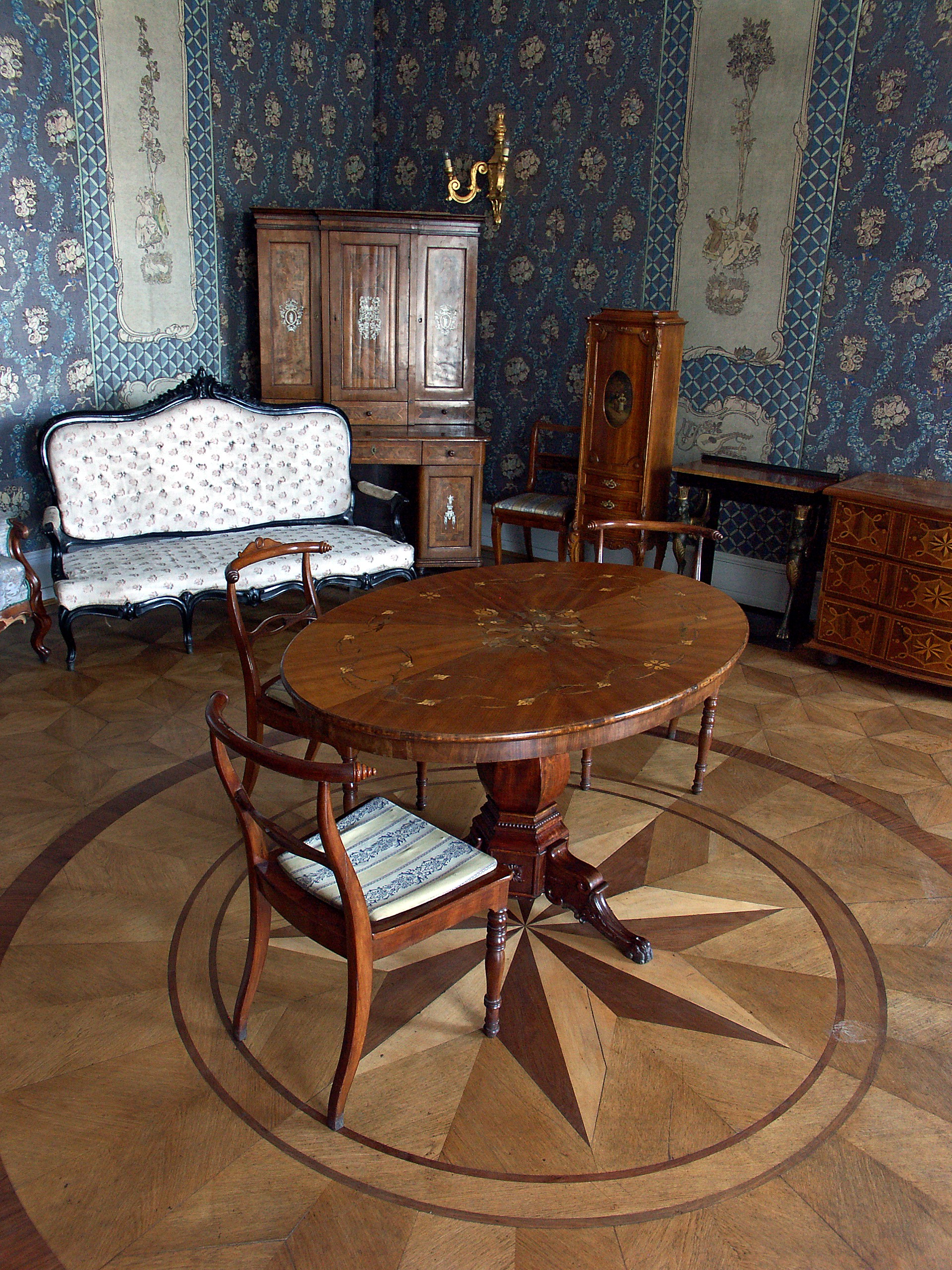
Spielsalon

Im Zweiten Weltkrieg wurde durch die Nutzung durch die SS vieles von der Inneneinrichtung zerstört: So wurde der im Matthiasflügel befindliche Krumme Saal komplett zerstört und die ehemalige gotische Einrichtung ging verloren. Es wurden Terrassen und Wasserleitungsanlagen zerstört, Granitportale und Kamine, so z. B. der aus dem Barocksaal, herausgerissen sowie der Stuck zu großen Teilen abgehackt. Die nicht durch Grundmann als „denkmalpflegerisch wertvoll“ bezeichneten Räume erhielten ein für die Naziarchitektur charakteristisches Aussehen, wie Fotogalerien beweisen. An die Vorgaben Grundmanns hielten sich zwar die SS und die Organisation Todt, sodass z. B. der im Barockstil gehaltene Maximiliansaal mit Ausnahme zweier Wandgemälde komplett erhalten geblieben ist. Alles über diese Minimalvorgabe hinaus ist dem Vorhaben „Projekt Riese“ untergeordnet und damit im Zweifelsfall zerstört worden.
Die durch die Vorgaben Grundmanns geschützten Räume, die überdies unter den Plünderungen der Nachkriegszeit und den unsachgemäßen Nutzungen bis in die 1970er Jahre hinein zusätzlich litten, sowie die Räume, bei denen trotz der Zerstörungen noch eine Wiederherstellung möglich erschien, sind in den letzten Jahren hervorragend restauriert worden. Andere Räume, bei denen dies nicht mehr möglich war (z. B. Ballsaal, Konradsaal, Rittersaal), wurden dokumentarisch gesichert. Dabei wurden auch denkmalpflegerisch-kritische Rekonstruktionen der 1950er Jahre auf Grund ihres künstlerischen Wertes erhalten (der Krumme Saal als herausragendes Beispiel). Andere Räume, die als „verloren“ gelten müssen, wurden nur in weißer Auskalkung wiederhergestellt.
Trotz dieser kritischen Anmerkungen ist in den letzten Jahren durch die Sanierung und Rekonstruktion des Schlosses Herausragendes und vor allem touristisch Attraktives entstanden: So besitzt das Schloss Fürstenstein nicht nur (u. a.) über dreißig sehr sehenswerte Kamine, die beim Umbau im 20. Jahrhundert hier aufgestellt wurden. Die denkmalpflegerische Sanierung des „Maximiliansaales“ darf als beispielhaft und gleichzeitig als Maßstab für andere Räume und andere Schlösser gelten. An weiteren Räumen sind der Jagdsaal, der Weiße Salon (Rokoko-Stil, der als ehemals „Roter Salon“ mit ausgelagertem Mobiliar der Familie wieder ausgestattet, jedoch in Weiß gehalten rekonstruiert wurde), der Spielsalon, der chinesische Salon und der barocke Grüne Salon besondere Anziehungspunkte, nicht nur im touristischen Sinn.

## Gärten

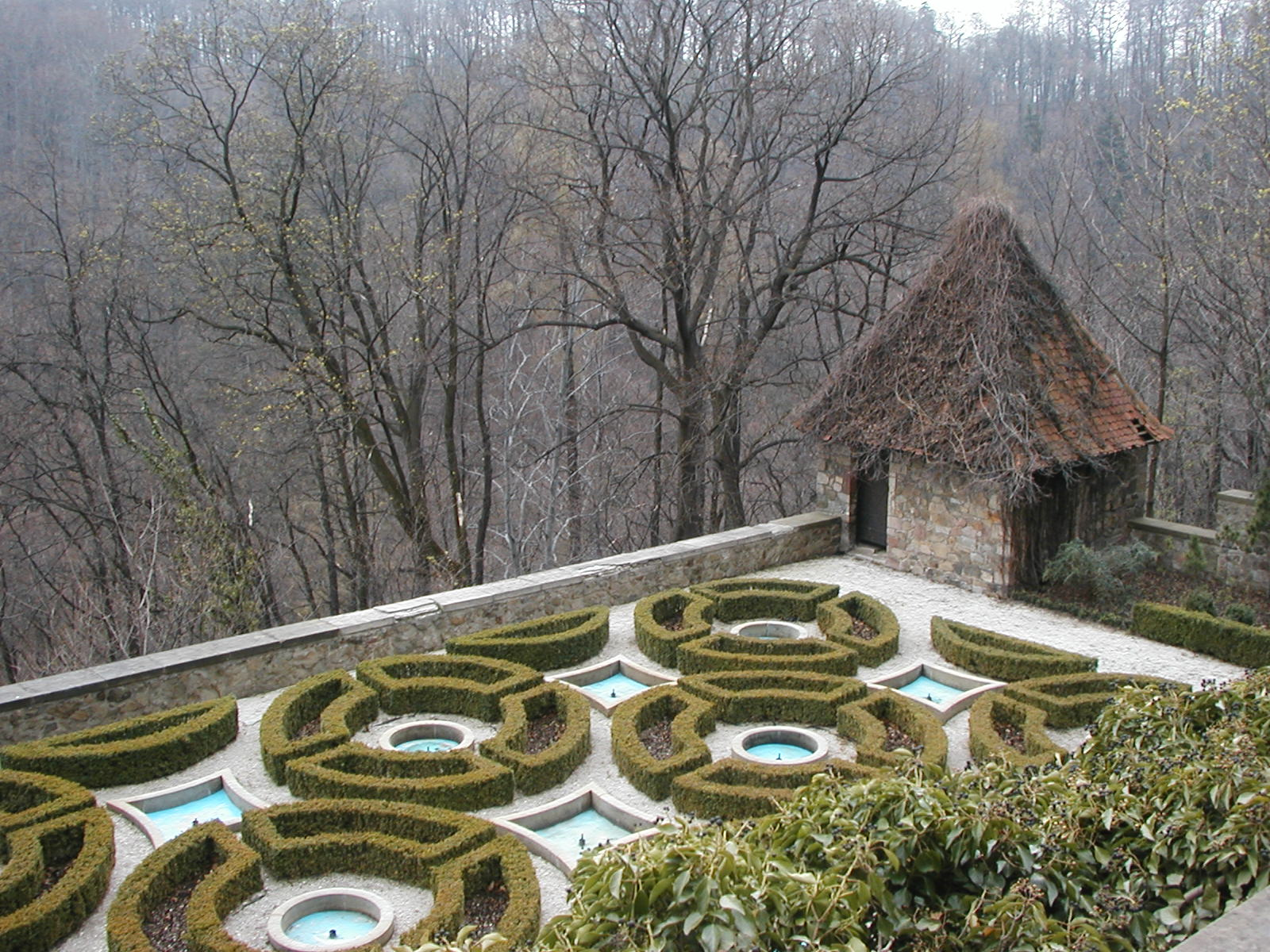
Wasserterrasse auf Schloss Fürstenstein

Die Gärten wurden bedingt durch die Lage in der Nähe der Burg terrassenförmig angelegt. So bilden hier die Wasserterrasse, die Floraterrasse, die Kastanienterrasse, die Mittlere Terrasse, die Rosen- oder Kaskadenterrasse und die Hufeisenterrasse zusammen ein Gartenensemble.
Die Umgestaltung wurde seit 2007 mit Fördermitteln der Europäischen Union aus dem Programm Interreg IIIa gefördert. 2010 wurde die Nordterrasse rekonstruiert übergeben, und seit 2011 ist die Niedere Terrasse, die allerdings noch nicht rekonstruiert ist, wieder zugänglich.
Unterhalb der Burg entstand Ende des 19. Jahrhunderts ein 125 Hektar großer Landschaftsgarten entlang des Hellebaches. Durch den Park führt eine Lindenallee aus dem Jahr 1725 bis nach Liebichau. Im Garten befindet sich auch die Familiengruft, die aus einem barocken Gartenpavillon entstand.
Unterhalb der Burg befindet sich der Fürstensteiner Grund.

## Literatur

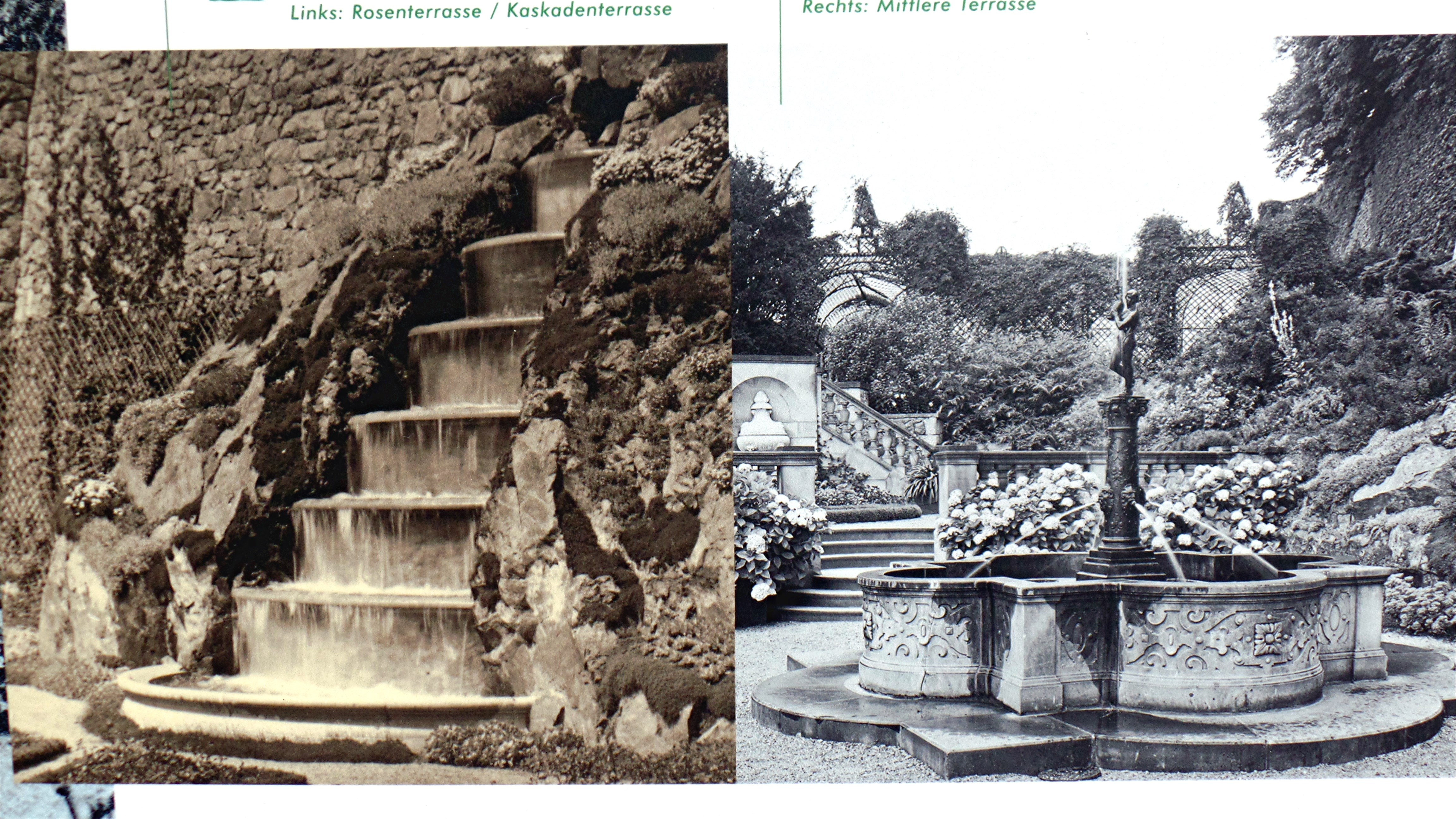
Infotafel im Schlosspark